# Замок Дромор (Лімерик)
Замок Дромор (англ. Dromore Castle) — один із замків Ірландії, розташований в графстві Лімерік, біля дороги № 69, що веде з міста Лімерік до міста Аскетон.
Замок побудований в стилі неоготики архітектором Едвардом Вільямом Годвіном для лорда Гленворта — ІІІ графа Лімерік на початку 70-тих років ХІХ століття. Будівництво почалось 1866 року. Годвін спроектував не тільки конструкцію будівлі, але також інтер'єр, каміни, меблі. Меблі замку потім придбав Вільям Воттс з Графтон-стріт. Генрі Стейсі Маркс почав настінні розписи замку, але роботи так і не були закінчені через надмірну вологість. Родина графа покинула замок під час Першої світової війни і остаточно продала його в 1939 році. Замок був закинутий і поступово руйнувався. У 1950 році його планували знести, але на щастя це не було зроблено. Нинішні власники замку живуть у сусідньому будинку і не мають засобів для ремонту замку. Замок отримав популярність, коли його використав режисер Ніл Джордж для знімання фільму «Високі духи».
Замок складається з триповерхового житлового блоку, бічної башти, круглої задньої башти. Замок нині закритий для відвідувачів, але зовнішній вигляд замку вражає. Замок стоїть на пагорбі за озером серед лісу. Замок є частиною національної спадщини графства Лімерік.